# Мар'ївка (Баштанський район)
Ма́р'ївка — село в Україні, в Інгульській сільській громаді Баштанського району Миколаївської області. Населення становить 923 особи.

## Економіка
На території села знаходяться фермерські господарства, діє загальноосвітня школа (ЗОШ) І-ІІІ ступенів, дошкільний навчальний заклад (ДНЗ) «Калинка», фельдшерсько-акушерський пункт (ФАП), приватні (продовольчі, промислові) магазини.
Заклади культури: бібліотека, музей (кімната бойової слави та музей С.П. Бойченка у Мар'ївській ЗОШ І-ІІІ ступенів), будинок культури.

## Географія
Село розташоване на лівому березі річки Інгул, яка є окрасою села та відіграє важливу роль у житті мешканців: завдяки річці у селі є прісна вода та риба.
Рівновіддалене від районного (Баштанка — Мар'ївка — 37 км) та обласного (Миколаїв — Мар'ївка — 35 км) центрів. Селом пролягає автотраса республіканського значення Миколаїв — Дніпро.
Найперша згадка про цю місцевість трапляється у працях давньогрецького історика Геродота. Згідно з його записами у Інгулі було безліч риби. Річка була глибокою та повноводною, місцями сягала глибини 5-6 сажнів (10,67-12,8 м). На берегах росли густі ліси з кущами.
До середини ХХ ст. річка у межах села була красивим плесом, чистим від очерету. Але після того, як у 50-х роках ХХ ст. плавні розорали під колгоспний город, річка швидко замулилась, заросла очеретом і рогозою.
На південний захід від с. Мар'ївки розташоване урочище Мар'їн гай.
Площа Мар'ївки становить 0,8 км².

## Історія
На місці, де тепер знаходиться Мар'ївка, був зимівник Івана Сушка (1778 р.). Хутори, котрі виникли тут пізніше, належать до с. Михайлівка (нині Михайло-Ларине). Цим пояснюється одна з назв — «хутори Михайлівські». До 80-х років XIX ст. на території Мар'ївки було два села з назвою Михайлівка та Мар'ївка. Записи про ці села є в метричних книгах Балацьківської волості, до якої вони належали.
Село Мар'ївка було засноване у 1820-30 рр. поміщиком Папенгутом Петром Івановичем, який привіз із собою шістнадцять сімей кріпаків з села Ришки Орловської губернії Кромського повіту Нікольської волості, частину з яких виміняв на собак, а частину виграв у карти. Окрім них у селі з'явилися переселенці з Курської, Полтавської та Чернігівської губерній.
|  |  |  |

Перші мешканці Мар'ївки (ті кріпаки, яких Папенгут П. І. виміняв на собак) на прізвища Леонов, Літвінов, Орлов, Жуков, Нікіфоров, Страхов оселилися на вулиці, яка нині називається на честь М. В. Будюка. Однак у народі (від дня заснування і аж до 1957—1958 рр.) ця місцина у селі називалася «собачки» — у пам'ять про кріпаків, яких поміщик Папенгут виміняв на собак.
Папенгуту П. І. належало 3146 десятин землі. У 1858 р. в селі було 58 дворів, 354 мешканці, у тому числі чоловіків — 185, жінок — 169.
Станом на 1886 рік у селі Балацківської волості мешкало 462 особи, налічувалось 77 дворових господарств, існувала лавка.
У 1880 р. в селі 1081 десятина землі належала графу Стембокфермеру Василю Івановичу.
У 1880 р. було засновано земську однокласну школу. У 1886 р. в селі було 77 дворів, мешканців — 462.
Маєток останнього пана Соковніна Олексія Миколайовича було збудовано у найкращий частині села (за 100—150 від річки Інгул, займав сучасні вулиці ім. С. П. Бойченка та М. В. Будюка). Добре спланований, маєток відзначався особливими зручностями. Будинок був двоповерховий, кам'яний, критий цинком. Вікна першого поверху були низько над землею, заґратовані. З першого на другий поверх вели дерев'яні сходи. По обидва боки сходів стояли дерев'яні діжечки з квітами. На стику сходів під час підйому на другий поверх стояв портрет, на якому була зображена в повний зріст поміщиця Марія Річардівна Соковніна. У вітальні стояли шафи для одягу, дзеркала, крісла. В опочивальнях стояли дерев'яні ліжка, крісла. На стінах висіли портрети.
Багато томів налічувала бібліотека, яка знаходилась на другому поверсі, над білою (панською) кухнею.
Дворові доглядали велику оранжерею. Біля будинку був квітник, де росли пишні кущі бузку та троянд. Перед будинком були висаджені два ряди абрикосів. Від будинку вниз до річки був висаджений сад, за яким добре доглядав садівник, який жив у будинку на території маєтку. У саду були альтанки, лавки для відпочинку, гарно оформлені алеї.
|  |  |

Панське господарство було велике: 10-12 корів, свині, воли, 6 пар коней (пара виїзних), кури, гуси, качки. Отару овець доглядав пастух-татарин.

### Визвольні змагання
У 1919 р. під час визвольних змагань південь України тимчасово був окупований армією Денікіна А. І. Цього року поміщицю Соковніну Марію Річардівну було жорстоко вбито більшовиками. Панський будинок і стіну розібрали на побудову інших будинків, а фундамент стіни панського дому довго не чіпали — аж до 50-60 рр. ХХ ст. Залишки стіни розібрали на побудову своїх будинків жителі сіл Нове Життя та Новомар'ївки (друга бригада колишнього колгоспу). Розбивали стіну молотами, камінь возили підводами.

### Радянська влада
Після громадянської війни селяни отримали по 2 десятини на кожного члена сім'ї, але не могли обробити ці наділи через браком техніки, тому здавали їх в оренду. Але це не покращило становища. У багатодітних сім'ях часто не було хліба, їжу готували надто просту — затирка (молочний суп з молока та тіста, яке розтирали руками або за допомогою сита), суп, мамалига. Основним взуттям були постоли, які шили самі з телячої шкіри.
Після встановлення радянської влади замінили старосту села: замість заможного Василя Костенка обрали бідняка Кузьму Івановича Кравченка.
У 1920 р. в селі було 155 дворів, мешканців — 1012 осіб, чоловіків — 499, жінок — 513. У цьому ж році 26 липня був організований КНС (Комітет незаможних селян), у який входило 285 членів — чол. 137, жін. — 148. Їм було відведено 1203 дес. землі. Головою обрали Захара Страхова.
29 вересня 1922 р. в Мар'ївці було організовано с/г артіль «Досвітні вогні», до якої увійшли 9 членів, їм було відведено 90 десятин землі.
6 травня 1923 р. в селі було створено с/г кооперацію. Цього ж року працювала школа, у якій навчалось 32 учні.
Перший колгосп (спершу називався «Перемога», пізніше був перейменований в колгосп ім. М. С. Хрущова) був організований у 1929 р. До його складу ввійшли 22 двори найбіднішого селянства, якого у селі була більшість. Аби вижити їм було простіше вступити до колгоспу. Незначна кількість заможних селян й надалі господарювала окремо, розраховуючи тільки на власні сили, а не на найманих працівників.

#### Колективізація та Голодомор 1932—1933рр.
На початку 1930 року хвиля розкуркулення докотилась до Баштанського району. У сусідніх селах Інгулці та Новий Данциг (сучасна Виноградівка) у значної кількості заможного селянства було конфісковано та передано до колгоспу худобу та реманент. В Мар'ївці таких виявилось мало, оскільки село було бідне. Над всіма заможниками села висіла загроза «розкуркулення» та примусовий перехід в колгосп. Одними з перших позбулися своїх господарств родини Горовенків, Костенків, Терентієвих. Були такі селяни, які чинили опір і не хотіли примусово переходити в колгосп. Пізніше їх було заарештовано. Так Дорошенко Іван Гнатович, 1902 р.н. був арештований 01.02.1933 та засуджений за ст. 54-10 КК УСРР до ув'язнення в концтаборі на 3 роки.
У 1931 р. заможні селяни після «розкуркулення» створюють колгосп «ОСОВІАХІМ».
На початку 1932 р. представники КНС разом з уповноваженими з Баштанки і Миколаєва забирали в першу чергу у більш-менш заможних селян все їстівне: невеликий запас зерна, крупи. Не залишили ні картоплі, ні сушених фруктів, ні овочів. Почався голод. Були смертельні випадки, переважно серед неповнолітніх дітей, на яких найбільше впливало постійне недоїдання.

### Друга світова війна

Фото ветеранів 2 світової війни з села Мар'ївка (1975 р.)
Верхній ряд (зліва направо): Рижик Л. І., Безсмертний А. І., Леонов А., Маслюк В. М., Кудряшов С. Я., Александров І. С., Літвінов Ф. П., Старостенко Ф. П., Корчемаха В. І., Орлов П. А., Лященко В. М., Колесник К.
Середній ряд: Нікіфоров М. О., Нікіфоров І. П., Парій С. О., Кучерява О. К., Ковтун Р. Я., Терентієв М. М., Євтухов П. Ф., Давидов І., Федощенко М., Леонов М. О., Сокол Ф., Шаманський Ф. С.
Нижній ряд: Жуков Г., Єфімов А. К., Старостенко М. К., Степанець Є. С., Петляєв М. О. (парторг), Москот Г. П., Ковтун Д. Я., Корчемаха П. І., Старостенко М. Я., Аненков М.

Звістка про початок Другої світової війни застала більшість жителів с. Мар'ївки в степу на польових роботах. Новину почули по радіо, що знаходилося на станції Лоцкине, оскільки колгоспні поля були біля самої залізниці.
У перших числах липня 1941 р. чоловіків почали забирати до армії. Спочатку мобілізували 80 осіб. У перших числах серпня в м. Миколаєві сформувався добровольчий кавалерійський корпус у кількості 1000 шабель. Двоє жителів села вступили до цього корпусу, який пізніше увійшов до складу кінної армії Бєлова П. О.
У селі нацисти з'явилися в середині серпня. Їхали сучасними вулицями ім. Будюка та ім. Бойченка мотоциклами і танками. Територія села була тимчасово окупованою 2,5 роки. Під час окупації усі роботи на полях виконували люди похилого віку, жінки та підлітки. Тягловою силою були коні, воли, один трактор «Фордзон», гарби, вози. До сівби зернових зорану землю розрівнювали за допомогою корів.

#### Цивільний спротив під час окупації
У будинку сучасної пекарні Гевора Папікяна знаходився млин. Мірошником працював Микита Дмитрович Терентьєв, який пік коржі і роздавав їх потребуючим, а також таємно — радянським бійцям. Але пізніше про це дізналися німці — прийшли до нього та сильно побили.
Маслюк Єфросинія Пилипівна вирішила допомогти пораненим та голодним радянським бійцям, які воювали на околицях села. Зваривши курячий бульйон вона відправила свого восьмирічного сина Володю передати їм гарячу їжу.
Сміливість проявила мешканка села Степанець Євдокія Степанівна. Переправа на інгульському мості була забита ворогом, що відступав. Євдокія на простому човні переправляла радянських бійців на правий берег Інгулу. Вони поспішали, бо щойно дізналися про запланований розстріл мирних жителів села Інгулки. Вчасно перевезені Євдокією Степанівною солдати з'явилися так раптово з тилу, що німці не встигли відступити.

#### Визволення села
Визволяла село 9-та гвардійська козацька кавалерійська дивізія у складі 4-го гвардійського Кубанського козацького кавалерійського корпусу.
Весною 1944 р. 3-й Український фронт до складу якого входив 4-й гвардійський Кубанський козацький кавалерійський корпус проводив Березнігувато-Снігурівську операцію. На шляху радянських солдатів стояли дві перешкоди — жорсткий опір німців і непролазна багнюка.
16 березня 1944 р. зранку німецькі літаки бомбардували село, люди сиділи в льохах, деякі у своїх будинках.
З боку села Новий Данциг на Мар'ївку насувався незвичайний гуркіт, постріли, крики. Це наступали радянські війська. Першим на сучасній Баштанській вулиці з'явився радянський танк, за ним ішла піхота.
Частини підрозділів 9-ї гвардійської козацької кавалерійської дивізії 4-го гвардійського Кубанського козацького кавалерійського корпусу були відрізані від основних бойових сил. Недалеко від с. Мар'ївка зав'язався запеклий бій радянський солдатів з німцями. Нацисти відчайдушно рвалися до переправи через Інгул.

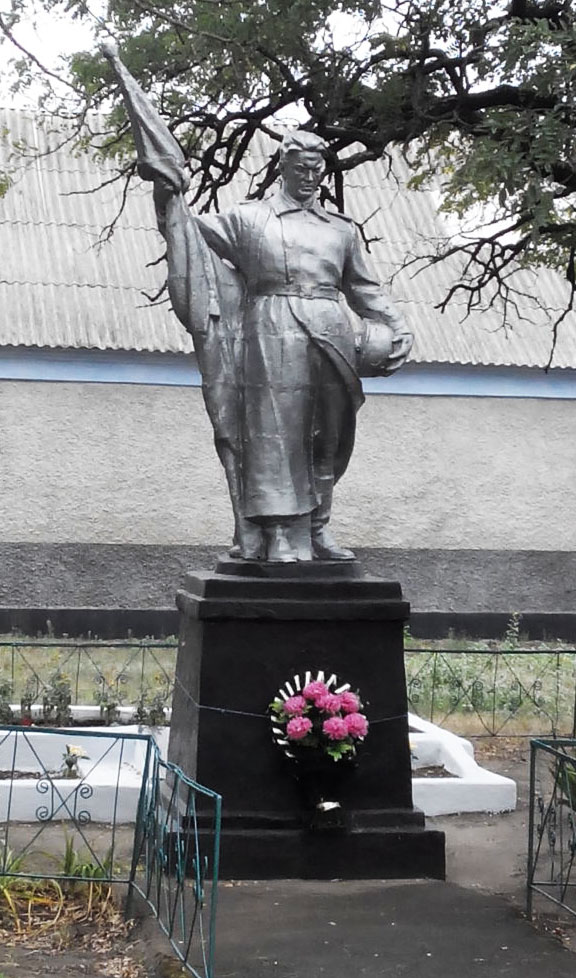
Братська могила воїнів, які полягли при визволенні села

Не зважаючи на холод, дощ, бездоріжжя Мар'ївка була звільнена 16 березня 1944 р. 33 солдати загинули при визволенні Мар'ївки. Вони поховані в центрі села.
| ПІБ та рік народження                  | Бойові нагороди та рік нагородження                              |
| -------------------------------------- | ---------------------------------------------------------------- |
| Безсмертний Петро Костянтинович (1917) | Медаль «За відвагу» (1940)                                       |
| Дроздов Дмитро Олександрович (1920)    | Медаль «За бойові заслуги» (1943)                                |
| Кабаченко Петро Григорович (1922)      | Орден Червоної Зірки (1945) Медаль «За відвагу» (1945)           |
| Корчемаха Василь Іванович (1918)       | Орден Червоної Зірки (1944) Медаль «За відвагу» (1944)           |
| Корчемаха Петро Іванович (1923)        | Медаль «За відвагу» (1945)                                       |
| Корчемаха Микола Іванович (1926)       | Медаль «За відвагу» (1945)                                       |
| Кравченко Олексій Пилипович (1922)     | Медаль «За відвагу» (1944) Медаль «За оборону Кавказу» (1944)    |
| Леонов Артем Аникійович (1903)         | Медаль «За бойові заслуги» (1944)                                |
| Леонов Василь Минаєвич (1908)          | Орден Червоної Зірки (1945)                                      |
| Леонов Дмитро Герасимович (1904)       | Медаль «За бойові заслуги» (1945)                                |
| Леонов Мефодій Аникійович (1909)       | Орден Червоної Зірки (1943) Медаль «За відвагу» (1943)           |
| Літвінов Гаврило Васильович (1896)     | Орден Слави ІІІ ступеня (1944)                                   |
| Літвінов Микола Федорович (1923)       | Орден Вітчизняної війни ІІ ступеня (1945)                        |
| Літус Яків Іванович (1923)             | Медаль «За бойові заслуги» (1944)                                |
| Лященко Василь Маркович (1915)         | Орден Червоної Зірки (1943) Орден Слави ІІІ ступеня (1945)       |
| Михайлов Михайло Михайлович (1924)     | Орден Слави ІІІ ступеня (1944) Орден Слави ІІ ступеня (1945)     |
| Нікіфоров Григорій Петрович (1920)     | Медаль «За оборону Кавказу» (1944) Орден Червоної Зірки (1945)   |
| Орлов Петро Андрійович (1923)          | Медаль «За бойові заслуги» (1945) Медаль «За відвагу» (1945)     |
| Старостенко Микола Якович (1924)       | Орден Слави ІІІ ступеня (1944) Медаль «За відвагу» (1945)        |
| Страхов Борис Микитович (1926)         | Орден Слави ІІІ ступеня (1945) Орден Червоної Зірки (1945)       |
| Страхов Дмитро Іванович (1905)         | Медаль «За бойові заслуги» (1945)                                |
| Страхов Леонід Микитович (1925)        | Орден Слави ІІІ ступеня (1945)                                   |
| Терентієв Мартин Микитович (1909)      | Медаль «За бойові заслуги» (1942) Орден Слави ІІІ ступеня (1944) |
| Шаманський Федосій Сидорович (1903)    | Медаль «За бойові заслуги» (1945)                                |

У Другій світовій війні брали участь 170 мешканців села, із них 39 загинули, 69 нагороджено орденами і медалями.

### Повоєнна відбудова села
Повоєнне життя супроводжувалось великим фізичним навантаженням, що стало наслідком розрухи, нестатків, голодом 1946—1947 рр., суворих сталінських законів.
У колгоспі ім. М. С. Хрущова було 2 трактори, 12 пар коней; в колгоспі «ОСОВІАХІМ» — один трактор. Під час оранки частково використовували корів: за їх допомогою розрівнювали зорану землю.
Сіяли зерно вручну. Косили косарками та косами. На току працювала молотарка. Тут було багато дорослих, яким допомагали діти-підлітки. Одні подавали до барабану снопи пшениці та жита, інші відгортали зерно подалі від соломи. Діяла віялка, на якій зерно очищали від полови. Солому відвозили на ферму де розподіляли серед селян: солома йшла на годівлю худобі.
Труднощів завдав голод 1946—1947 рр. Не було хліба. Люди підбирали колоски після зібраного врожаю, розривали нори мишей на полях, забирали у них заховані зернятка. Крали потрошку на току під час роботи: наприкінці дня виносили зерно в кишенях, а тоді крадькома та переховуючись поспішали додому, щоб не зустріти об'їждчика чи бригадира.
На території Виноградівки (тоді Новий Данциг — німецька колонія) до війни було підсобне господарство Миколаївського льотного училища ім. С. О. Леваневського. Коли німці окупували територію села, тут був табір радянських військовополонених, а після визволення від німців — табір німецьких полонених. Обидві групи полонених вирощували городину, зазвичай картоплю. Її зберігали в кучугурах (кагатах), які вкривали для довгого зберігання. В кагатах картопля мерзла, її викидали. Жителі Мар'ївки, Доброї Криниці, Лоцкиного ходили до Виноградівки по мерзлу картоплю. Збирали ту, що викинули на смітник, а то і з кагат брали, приносили додому, розморожували, мили, сушили, це був чорний мерзлий крохмаль. Такого ж кольору були із нього коржики. Варили суп з такою картоплею, він мав неприємний запах. Часто виручав малай — каша з кукурудзяного борошна. Постійно на столі був гарбуз — печений або каша. На городах росло багато пасльону. Ним обідали на городі, збирали, сушили на зиму. Цукру не було. Тому, наприклад, компот варили з цукрового буряка: спочатку виварювали його у воді, витягали шматочки, а у відвар засипали сухі фрукти. У такому компоті відчувався нудний запах буряка.
У 1949 р. колгосп «ОСОВІАХІМ» і «Червоний степ» об'єднуються і дістають назву «Перемога». На полях вирощували зернові: пшеницю, ячмінь, жито, овес, кукурудзу, просо. А потім за вказівкою «зверху» стали вирощувати бавовну. Її висівали, обробляли, а коли наставав час збирання, всі дорослі, діти (навіть найменші учні школи) брали участь у збиранні бавовняних коробочок.
Рівень життя колгоспників був дуже низьким. Грошової оплати праці колгоспників не було. За відпрацьовані трудодні одержували зерно, овочі, фрукти. Для ведення домашнього господарства колгоспникам завозили солому, інколи виписували силос (якщо його було вдосталь).

### Економіка села в 1950—1980 роки
У 1958 р. до колгоспу ім. М. С. Хрущова було приєднано колгосп «Перемога» (с. Новомар'ївка). Об'єднаний колгосп дістав назву «Перемога», а мешканці (с. Новомар'ївки) стали другою бригадою цього колгоспу.
Кінець 1958 — початок 1960 років стали визначними у житті села: у Мар'ївці з'явилася електроенергія та радіо.
У 1963 р. колгосп «Перемога» перейменували на колгосп «Авангард».
У 1964—1966 рр. у колгоспі побудували два корівники та свинарник.
У 1966 р. колгосп «Авангард» став переможцем в соцзмаганні з виробництва продуктів тваринництва серед господарств району.
У 1950-60 рр. у селі працював магазин, у якому можна було придбати тканину, посуд, продукти, мило. Двічі на тиждень можна було купити гасу, потреба в якому зросла відколи у продажу з'явилися керогази. Працював медпункт. Селяни користувалися також послугами Інгульської лікарні. Популярною у селі була сільська бібліотека.
Єдиним джерелом зв'язку зі світом були газети та журнали, які передплачували жителі села. Їх своєчасно приносив листоноша з Виноградівського поштового відділення, бо в Мар'ївці свого не було.
За високі показники в роботі селяни були відзначені орденами та медалями, зокрема орденами Леніна та Трудового Червоного Прапора — механізатор Плохий Анатолій Назарович, орденами Трудового Червоного Прапора — доярка Чала Поліна Дем'янівна та агроном Бабешко Володимир Іванович, орденом Трудової Слави 3-го ступеня — механізатор Костенко Віктор Дмитрович, орденами «Знак Пошани» — пташниця Кірток Варвара Федорівна, голова сільради Орлова Надія Василівна, водій Орлов Олександр Петрович.

### Незалежна Україна
З проголошенням незалежності України розпочалися реформи в господарстві. Колгосп було розформовано, землю розділено на паї, здано в оренду, визначено майнові паї.

## Населення
Згідно з переписом УРСР 1989 року чисельність наявного населення села становила 876 осіб, з яких 412 чоловіків та 464 жінки.
За переписом населення України 2001 року в селі мешкало 857 осіб.

### Мова
Розподіл населення за рідною мовою за даними перепису 2001 року:
| Мова       | Відсоток |
| ---------- | -------- |
| українська | 90,95 %  |
| російська  | 6,93 %   |
| молдовська | 1,23 %   |
| вірменська | 0,56 %   |
| циганська  | 0,11 %   |
| інші       | 0,22 %   |

## Освіта і культура

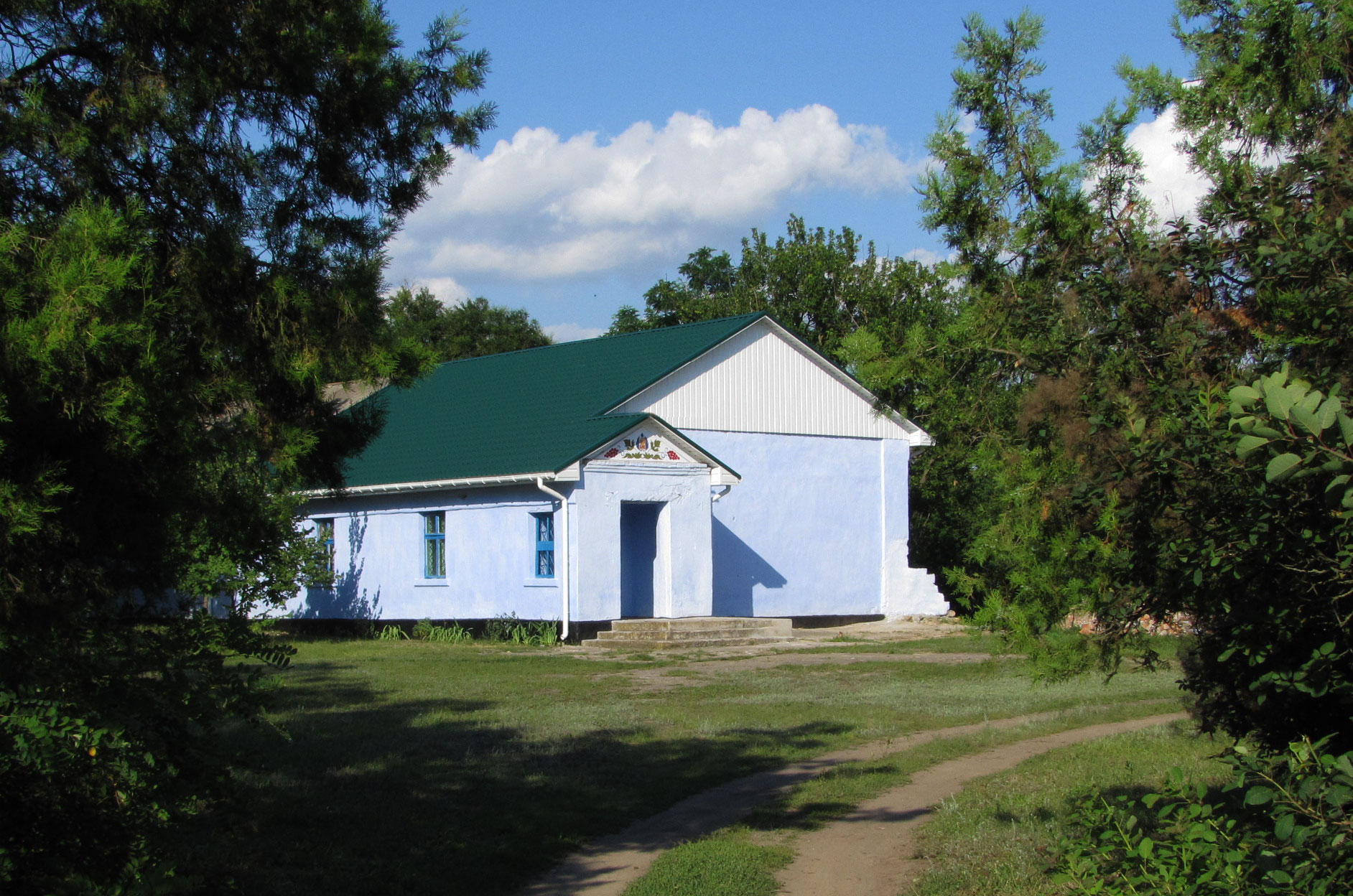
Будівля старої школи

1880 р. засновано земську однокласну школу, у якій навчалось 13-17 учнів. Землевласник — граф Стембокфермер.
1912 р. в селі діяла одна школа.
1923 р. діяла одна школа, у якій навчалося 32 учні.
1928 р. діяли дві трудові школи, у яких навчався 91 учень, школа лікнепу (ліквідації неписьменності).
Будівля школи була збудована в 1909 р. Згодом добудовано два класи. У 1960 р. Мар'ївська школа переходить на восьмирічну програму навчання. До цього часу до старої будівлі було добудовано ще дві класні кімнати. Дещо пізніше толокою батьки та вчителі побудували приміщення майстерні для проведення уроків трудового навчання. У 1960 р. школа стає восьмирічною.
Через Мар'ївську школу пройшло багато вчителів. Працювали в ній колишні випускники, було чимало приїжджих. Деякі з них залишилися в селі. Завівши сім'ї, вони пропрацювали багато років, зробивши неоціненний вклад в розбудову школи, вдосконалення навчального процесу, виховання нових поколінь жителів Мар'ївки.
У 1992 р. в селі була збудована нова двоповерхова школа.
В архівних даних є запис про те, що у 1928 р. у Мар'ївці був сільбуд (скорочення від «сільський будинок». Це була звичайна сільська хата, де молодь проводила своє дозвілля. Новий клуб збудували в 50-ті роки. У 50-60 рр. пересувна кіноустановка демонструвала фільми, працювали гуртки художньої самодіяльності, відбувалися виступи місцевих аматорів, які організовували концерти для односельців.

## Відомі мешканці
- Бойченко Семен Петрович (1912—1987) — перший рекордсмен з плавання.
- Будюк Микола Васильович (1921—1944) — Герой Радянського Союзу.
- Савінов Сергій Васильович (1995—2019) — молодший сержант ЗС України.

## Архітектурні пам'ятки
- будівля старої школи (тепер церква).

- пам'ятник загиблим воїнам у роки Другої світової війни, пам'ятний знак (Козацьке поле) загиблим воїнам у роки Другої світової війни.

## Відомі події
2 листопада 1984 року відбулася зустріч мешканців с. Мар'ївки із козаками-ветеранами 4-го гвардійського Кубанського козачого кавалерійського корпусу, які у березні 1944 р. звільняли с. Мар'ївку від німецько-фашистських загарбників.
|  |  |

Зустріч мешканців с. Мар'ївки з козаками-ветеранами 4 ГКЧЧК у 1994 р.
|  |  |  |  |

|  |  |

30 квітня 2009 р. у приміщенні місцевої школи було відкрито музей С.П. Бойченка.
|  |  |

До 195-річчя села Мар'ївка наприкінці 2015 р. вийшла документальна книга українською мовою «Наш рідний край, домівка мила. Історія села Мар'ївка». Авторка книги — вчителька місцевої школи Кірток Валентина Василівна, яка протягом багатьох років збирала матеріали про рідний край. Вона працювала в архівах, розпитувала та записала розповіді старожилів села, доповнила книжку своїми спогадами та спостереженнями. 8 січня 2016 р. у с. Мар'ївка відбулася презентація цієї книги.
|  |  |  |  |

25 жовтня 2019 року у приміщенні місцевої школи було проведено урок мужності, присвячений захисникам України, які захищають нашу країну на сході від терористичних військ. Також відбулася презентація книги про героїв АТО, яку представив Б.І. Білик.
|  |  |

2 листопада 2019 року відбулося відкриття меморіальної дошки на стіні будівлі Мар'ївської школи, присвяченій колишньому учневі школи Савінову Сергію Васильовичу, який загинув від кулі снайпера в зоні АТО 30 серпня 2019 року. Дошку було відкрито в день його народження.
|  |  |  |  |

## Краєвиди Мар'ївки
|  |  |  |  |

## Пісня про Мар'ївку
(Слова Кірток В.В., Ковтун М.В. Музика Ковтун М.В.).

Тут народились і виросли,
Це наше рідне село.
І куди б не поїхали
Завжди кличе додому воно.

Приспів:
Мар'ївка, Мар'ївка
Мар'ївка моя
Мар'ївка, Мар'ївка
Серцю дорога.

Кожен куточок знайомий 
Все таке рідне й близьке:
Мар'їна роща і річка
Обнімають ласкаво тебе.

Живуть і працюють тут люди,
Славлять свій рід і село.
Сини трудового народу,
Так нині й раніше було.

Будемо жити у дружбі,
Збагачувать рідне село,
Щоб щастя у кожну квартиру
Сьогодні навічно ввійшло.

Хай сонце ласкаве і тепле 
Заходить щодня у ваш дім!
Бажаєм добра і здоров'я
Согодні ми мар'ївцям всім!